# Treinongeval bij Leuven
Het treinongeval bij Leuven was een spoorwegongeval op spoorlijn 36 (Leuven - Brussel) net voor de spoorwegdriehoek te Wilsele op 18 februari 2017 om 13.13 uur, waarbij een passagierstrein van het type Break (MS80) ontspoorde op een wissel. De trein was op weg naar De Panne. De driedelige trein richting Brussel-Luchthaven ontspoorde net buiten het station van Leuven. De trein ging in een schaar en het eerste treinstel belandde in tegengestelde richting in de berm naast de sporen en kantelde op zijn kant.
De meeste van de 25 passagiers uit de gekantelde wagon konden zich op eigen kracht bevrijden, maar hadden hulp nodig om van bovenop de zijkant de begane grond te bereiken.

## Omstandigheden
Deze trein vertrekt doorgaans te Leuven op de doorgaande hoofdsporen, waar een snelheid van 90 km/u geldt. Die dag vertrok de trein van op spoor 7, waardoor de voorziene reisweg via een aantal wissels loopt, die slechts aan 40 km/u te berijden zijn. Het vertreksein aan het perron vertoont verschillende opdrachten: seinbeeld Groen-Geel Horizontaal (snelheidscijfer op het volgende sein), een lichtcijfer "4" (40 km/u vanaf het sein) en ook een keper (overgang naar tegenspoor vanaf het sein). Na de eerste groep wissels volgt er een lang stuk rechtdoor, waar ongeveer halfweg een snelheidsbord "9" stond. Na het lange rechte stuk volgen tot slot nog enkele wissels die ook weer aan maximaal 40 km/u mogen bereden worden. Deze laatste wissels worden beschermd door een sein, dat het lichtcijfer "4" vertoonde.
De normale interpretatie van het geheel van seinen voor deze complexe reisweg zou zijn: het vertreksein aan het perron laat de doorrit toe aan maximaal 40 km/u. Vanaf het sein gaan we over naar regime tegenspoor. Het volgende sein zal een tegenspoorsein zijn, en zal met een lichtcijfer een snelheidsvermindering tonen tegenover de bestendig gesignaliseerde snelheid. Dus het snelheidsbord "9" dat we tegenkomen telt wel, maar we zullen aan het volgende sein een lichtcijfer "4" krijgen.
Aangezien de trein onderweg het snelheidsbord van 90 km/u had ontmoet, was de bestendig gesignaliseerde snelheid vanaf dat punt 90 km/u. De snelheidsverschil tussen deze 90 km/u en de 40 km/u op het sein dat de tweede reeks wissels dekt, werd reeds aangekondigd door het seinbeeld Groen-Geel Horizontaal op het vertreksein. Het is essentieel dat de treinbestuurder deze opdracht niet vergeet, anders kan hij niet meer op tijd de snelheid verlagen voor de wissels achter het tweede sein.
De treinbestuurder heeft zich waarschijnlijk door de vele gelijktijdige opdrachten die op de seininrichting zichtbaar waren onbewust laten misleiden en is door het snelheidsbord "9" de snelheid beginnen opvoeren terwijl de opdracht die hem door seinbeeld Groen-Geel Horizontaal werd opgelegd uit zijn mentale voorstelling is weggevallen. Wanneer de tweede wissel kwam, heeft hij tevergeefs nog geprobeerd om af te remmen. De trein ontspoorde en de eerste wagon werd verder geduwd door de twee wagons die erachter kwamen, waardoor deze 180 graden om zijn as draaide en kantelde op de verhoogde spoorwegberm.
Kort na het ongeluk heeft Infrabel het snelheidsbord "9" verwijderd.

## Gevolgen
Er was schade aan de sporen, dwarsliggers, de bovenleidingspalen en de bovenleiding-, stroom-, sein- en glasvezelkabels. Ook de zogeheten TBL 1+-bakens (van het automatische stopsysteem) raakten beschadigd. Tweemaal 300 meter aan bovenleidingdraad moest vervangen worden, tweemaal honderd meter spoor en twee wissels heraangelegd met als complicatie de hellingsgraad. De schade was op 9 dagen hersteld.
Ook kwam één reiziger om het leven omdat hij door de trein van het eerste naar het tweede rijtuig aan het lopen was op het moment van het ongeval en uit de trein werd geslingerd. Verder raakten 27 mensen gewond. 

## Proces
De treinbestuurder werd na het ongeval vervolgd voor onopzettelijke doding, onopzettelijke slagen en verwondingen en het onopzettelijk veroorzaken van een treinongeval. De NMBS werd als werkgever van de man mee gedagvaard als burgerlijk verantwoordelijke partij. Daarnaast hadden 17 personen en instellingen zich burgerlijke partij gesteld tegen hen. Op 3 april 2020 had het proces normaalgezien van start moeten gaan voor de politierechtbank van Leuven, maar de coronacrisis leidde ertoe dat de zaak uitgesteld werd naar september 2020.

## Trivia
- De opvang van een aantal van de slachtoffers op de spoeddienst van het UZ Leuven werd in beeld gebracht door de makers van de televisiereeks Spoed 24/7, die toen aan het filmen waren. In de eerste aflevering van het derde seizoen van de reeks werden deze opnames getoond.